# 83. sydlige breddekreds
Den 83. sydlige breddekreds (eller 83 grader sydlig bredde) er en breddekreds, der ligger 83 grader syd for ækvator. Den løber gennem Sydlige Ishav og Antarktis.